# Совет (посёлок)
Совет (бел. Савет) — посёлок в Кривском сельсовете Буда-Кошелёвского района Гомельской области Белоруссии.

## География

### Расположение
В 16 км на юго-запад от районного центра и железнодорожной станции Буда-Кошелёвская (на линии Жлобин — Гомель), 34 км от Гомеля.

### Гидрография
На восточной окраине река Иволька (приток река Уза).

## Транспортная сеть
Транспортные связи по автомобильной дороге Жлобин — Гомель. Планировка состоит из короткой прямолинейной улицы, ориентированной с юго-востока на северо-запад и застроенной двусторонне деревянными домами усадебного типа.

## История
Основан в 1920-х годах переселенцами с соседних деревень на бывших помещичьих землях. В 1929 жителей посёлка вступили в колхоз. В 1959 году в составе колхоза имени В. И. Чапаева (центр — деревня Кривск).

## Население

### Численность
- 2004 год — 21 хозяйство, 31 житель.

### Динамика
- 1959 год — 139 жителей (согласно переписи).
- 2004 год — 21 хозяйство, 31 житель.